# 张魁堂
张魁堂（1925年1月15日—1994年12月21日），江苏扬州人。中国文史资料工作者，原全国政协文史办公室副主任。知名于对西安事变的研究。

## 生平
1924年农历十二月生。1943年参加革命工作。1944年从扬州中学毕业后进入国立西南联合大学先修班。1946年10月至1947年11月，在清华大学理学院地学系学习。1947年5月加入中国共产党。1948年，在中共中央城工部和中共中央统战部学习。1948年至1965年，历任中共中央统战部协商处副科长、科长，全国政协学习办公室秘书、副主任等职。文化大革命期间受到冲击。1979年至1985年，任全国政协文史办公室副主任兼西安事变史编辑组组长，祖国统一办公室主任兼无党派办公室主任。1994年12月21日在北京逝世。

## 出版物
- 张魁堂. . 新华出版社. 1990. ISBN 9787501107360.
- 张魁堂. . 东方出版社. 1991. ISBN 9787506002073.
- 张魁堂. . 广西师范大学出版社. 1994. ISBN 9787563319565.